# La canción de los oficios
«La canción de los oficios» es una canción del grupo de hard rock español Extremoduro, incluida en su álbum de estudio Somos unos animales de 1991. 

## Descripción
Se trata del segundo tema del álbum; sería incluido en el álbum recopilatorio de la banda Grandes éxitos y fracasos (Episodio primero) del año 2004.
La letra de la canción critica las bajas condiciones de trabajo de los más desfavorecidos, como los mineros, y la corrupción y robos que ejercen los ricos que poseen un buen trabajo:

En mi casa no hay dinero: gano poco, soy minero. Me la juego, día a día muero: me apalean si me quejo. En mi casa si hay dinero: cuanto más tengo, mucho más quiero. Mato y robo cuando puedo: nunca lloro, soy banquero
La canción de los oficios (Extremoduro)

Esta canción cuenta con la colaboración de Rosendo.